# مدينة أدو
مدينة أدّو هي مدينة في أقصى جنوب المالديف. هي المدينة الثانية بعد عاصمة المالديف ماليه. عدد السكان 35000.

## مدينة
هي ثاني مدن المالديف، ويمثل مصيفها أفضل مكان ينطلق منه السياح لزيارة بقية جزر المالديف وسكان الجزيرة يسمون «أدو» وهم مستقلون جداً، ويتكلّمون لغة مختلفة عن سكان العاصمة وحاولوا مرة الانفصال من الجمهورية. لعبت بريطانيا دوراً كبيراً في تغيير شكل المدينة وذلك بعد أن اتخذتها قاعدة حربية لها إبان الحرب العالمية الثانية، وفي سنة 1956 ميلادية أنشأت فيها بريطانيا قاعدة جوية، وذلك خلال الحرب الباردة، هذه العوامل أكسبت المدينة الشكل الحديث الذي تبدو به الآن.

## أعلام
- أشاد علي